# 88906 Мутьє
88906 Мутьє (88906 Moutier) — астероїд головного поясу, відкритий 11 жовтня 2001 року.
Тіссеранів параметр щодо Юпітера — 3,449.